# Cyanocorax beecheii
La ghiandaia dorsopurpureo (Cyanocorax beecheii (Vigors, 1829)) è un uccello passeriforme della famiglia dei corvidi.

## Etimologia
Il nome scientifico della specie, beecheii, rappresenta un omaggio all'esploratore inglese Frederick William Beechey.

## Descrizione

### Dimensioni
Misura 35-40 cm di lunghezza, per 193 g di peso.

### Aspetto

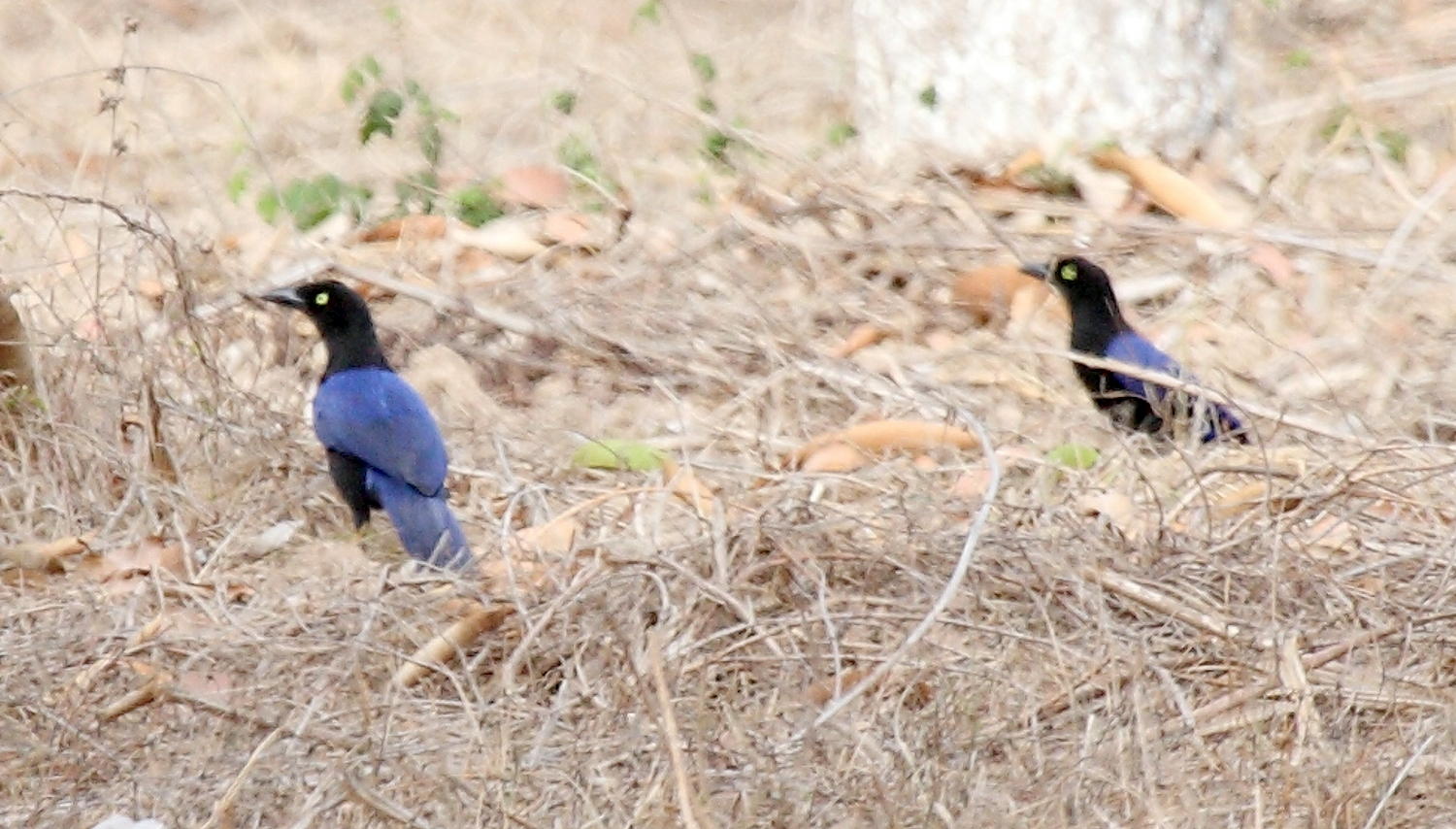
Due esemplari al suolo nel Nayarit.

Si tratta di uccelli dall'aspetto robusto ma slanciato, con grossa testa ovale e allungata, becco forte e conico dall'estremità lievemente adunca, grandi occhi, lunghe ali digitate, coda allungata e forti zampe artigliate.
Il piumaggio è nero su testa, spalle, petto, ventre, fianchi, sottocoda e superficie inferiore della coda, mentre dorso, ali e coda sono di colore blu cobalto, più scuro su queste ultime due parti. Come intuibile dal nome comune, nell'area dorsale blu sono presenti sfumature violacee.
Il becco è di colore nero, mentre le zampe sono di colore grigio: gli occhi sono invece di colore bianco.

## Biologia

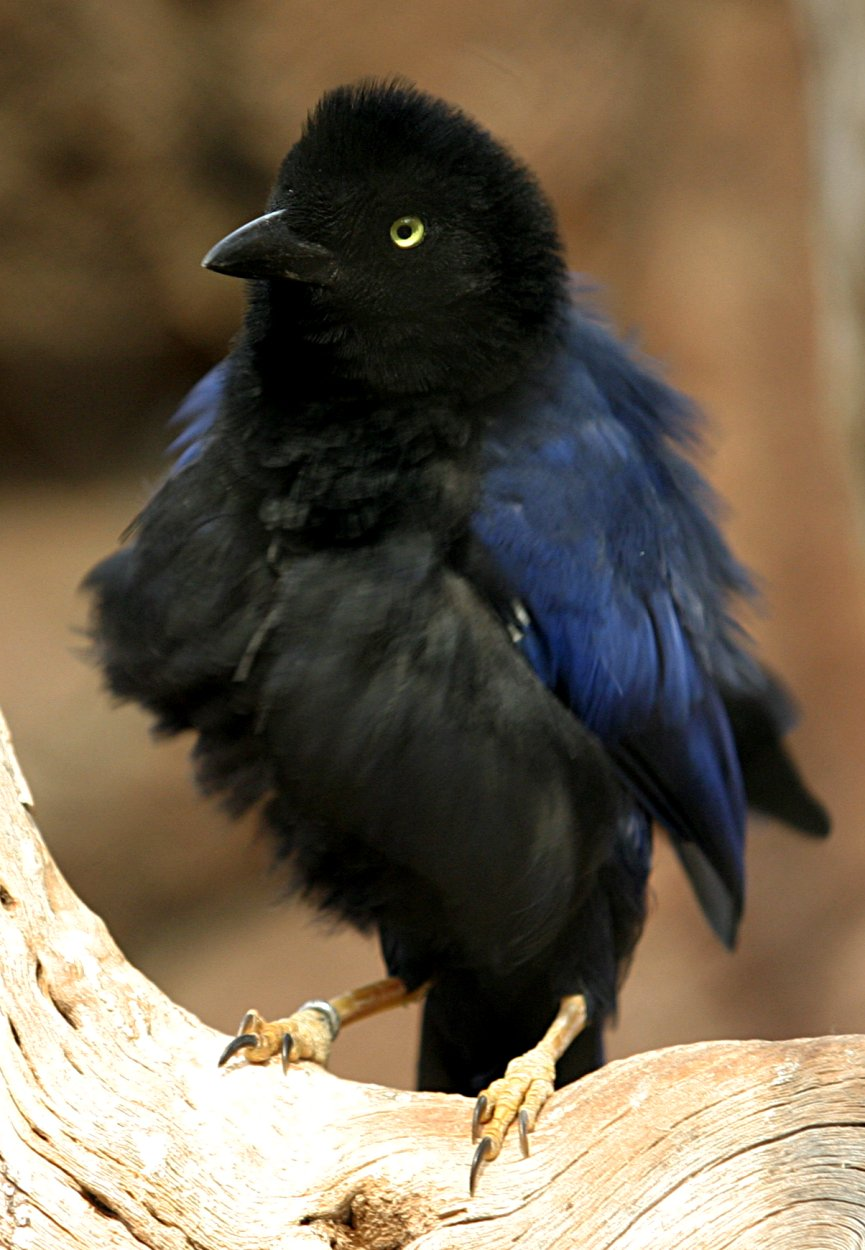
Esemplare arruffa le penne in cattività.

Si tratta di uccelli diurni e moderatamente gregari, che vivono da soli, in coppie o al più in gruppetti a base familiare che contano fino a 5-6 individui (una coppia riproduttrice più i figli di una o due covate precedenti), che passano la maggior parte della giornata sparpagliati alla ricerca di cibo, muovendosi fra il suolo e i cespugli: sul far della sera, i gruppi i riuniscono fra i rami di un albero, per passare la notte al riparo dalle intemperie e da eventuali predatori. Ciascun gruppo occupa un territorio che spazia per n'estensione che va dai 25 ai 43 ettari, e che viene difeso attivamente da eventuali intrusi conspecifici.
La ghiandaia dorsopurpureo possiede un limitato repertorio vocale: questi uccelli si tengono in contatto fra loro mediante aspri gracchi piuttosto gravi, che ricordano quelli dei corvi propriamente detti.

### Alimentazione

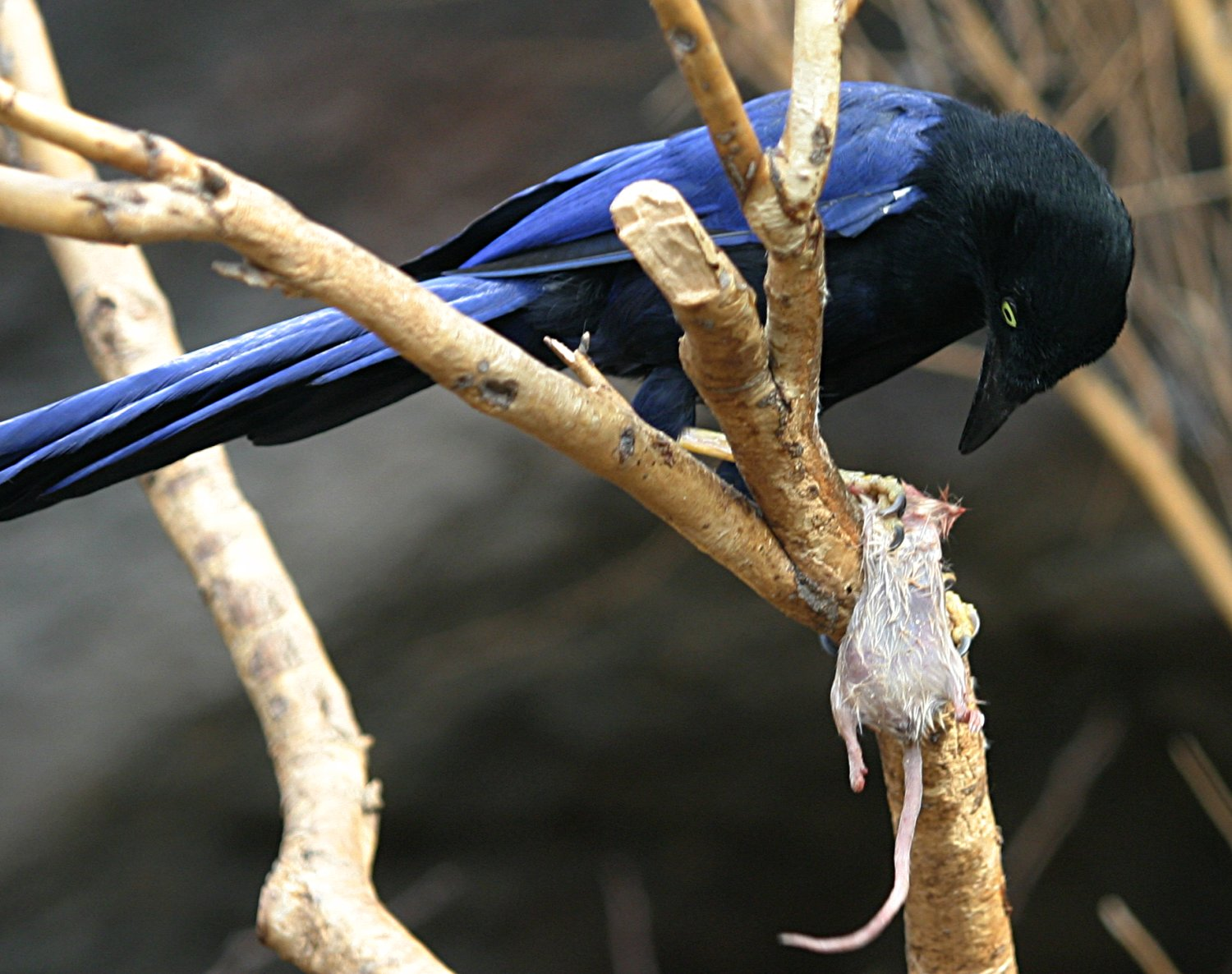
Esemplare si alimenta in cattività.

La ghiandaia dorsopurpureo è un uccello onnivoro, che si nutre di un'ampia gamma di cibi che va da quelli di origine vegetale, quali bacche, frutta e granaglie, a quelli di origine animale, come insetti (zanzare, formiche e scarafaggi fra gli altri), invertebrati e larve, nonché piccoli vertebrati e uova.

### Riproduzione
Si tratta di uccelli monogami, le cui coppie rimangono insieme per la vita, coi partner che rinsaldano il proprio legame facendo grooming e passandosi il cibo a vicenda.
La stagione degli amori comincia in maggio: sebbene nell'ambito di un gruppo possano esserci più coppie, è generalmente solo quella dominante a riprodursi, mentre gli altri membri aiutano i due partner nella costruzione del nido (a forma di coppa, edificato fra i rami di un albero con rametti intrecciati e foderato internamente di fibre vegetali) e nell'allevamento della prole.

All'interno del nido, la femmina depone 3-5 uova, che provvede a covare da sola per circa 19 giorni, assistita nel frattempo dal maschio, che la imbecca e tiene d'occhio i dintorni.

I pulli, ciechi ed implumi alla schiusa, vengono accuditi sia dai genitori che dagli altri membri del gruppo (che in genere sono i loro fratelli di covate precedenti): in tal modo, essi sono pronti per l'involo attorno ai 24 giorni dalla schiusa, periodo dopo il quale continuano a rimanere ancora presso il proprio gruppo d'appartenenza, non di rado aiutando a loro volta i genitori ad allevare la prole nella stagione riproduttiva successiva.

## Distribuzione e habitat

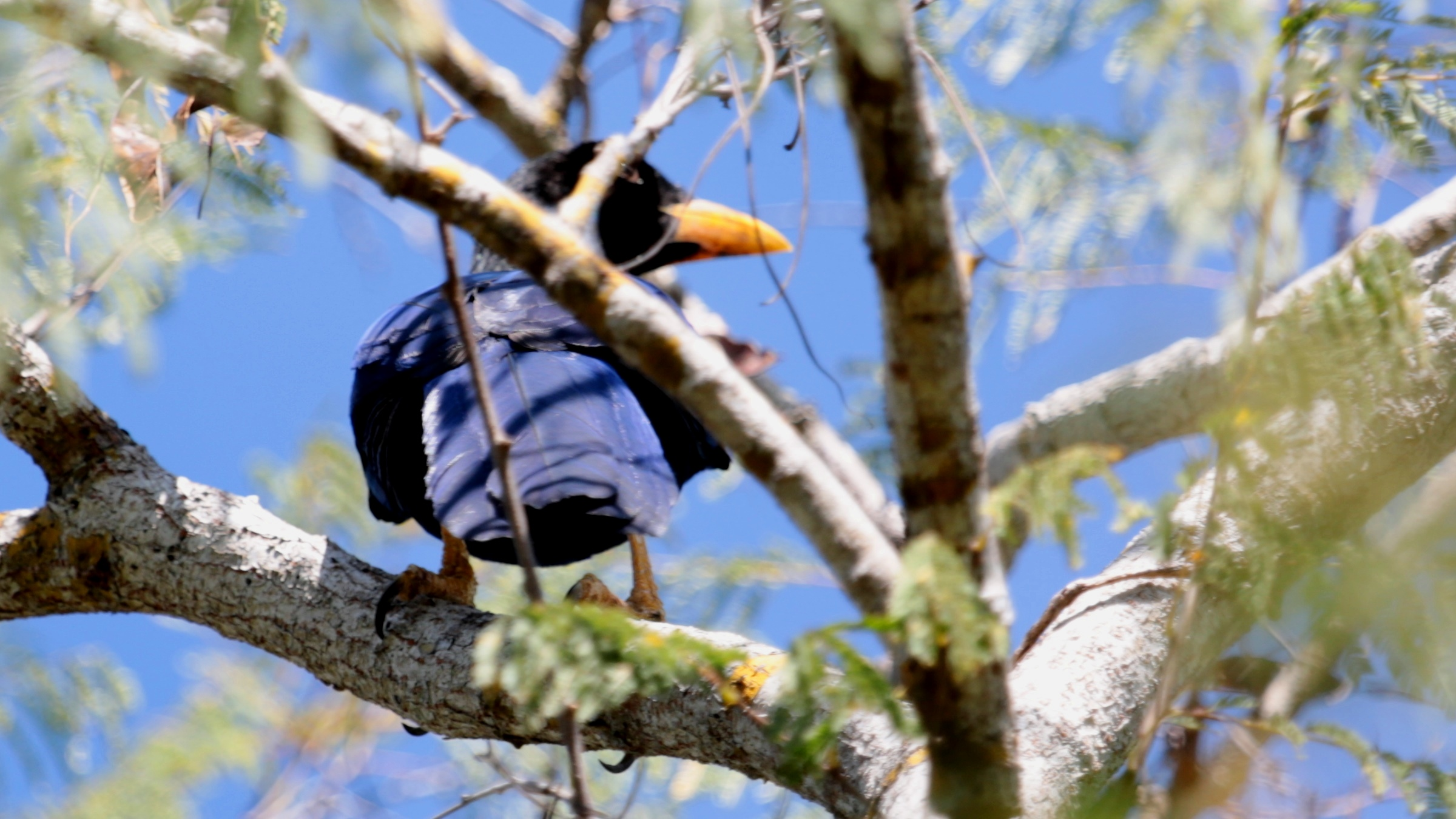
GIovane (notare il becco giallo) in natura.

La ghiandaia dorsopurpureo è endemica del Messico, del quale popola la fascia costiera pacifica centro-occidentale dall'estremo sud del Sonora (area di Álamos) a sud fino al Nayarit settentrionale.
La specie è residente, coi maschi che si disperdono una volta raggiunta la maturità sessuale, andando a cercare una partner per insediarsi in un nuovo territorio, mentre le femmine rimangono presso il gruppo di nascita per un tempo indefinito, fino a quando anch'esse trovano un compagno.
L'habitat di questi uccelli è rappresentato dalla foresta tropicale arida fino a 600 m di quota, con predilezione per le aree di ricrescita secondaria a presenza di radure cespugliose: questi animali frequentano inoltre senza grossi problemi le aree antropizzare per reperire facilmente il cibo, potendo essere avvistati in piantagioni e frutteti, parchi urbani e discariche.